# Namoluk
Namoluk ist ein Atoll des mikronesischen Bundesstaates Chuuk. Das Namoluk-Atoll liegt 188 km südöstlich der Chuuk-Inseln. Der nächste Nachbar ist das Atoll Etal (Ettal) in den Mortlock Islands 53 km weiter südöstlich.

## Geographie
Das Atoll hat fünf Inseln, die auf der Kante des Korallenriffs liegen und die zusammengenommen eine Landfläche von 83 Hektar aufweisen. Die 7,7 km² große Lagune ist 20 bis 77 Meter tief. Der Ring des Saumriffs ist nahezu geschlossen und Boote können nur unter optimalen Bedingungen an ein oder zwei Stellen an der Südwestseite in die Lagune einfahren.
Die Gesamtfläche des Atolls misst 13 km². Damit gehört Namoluk zu den kleinsten Atollen Mikronesiens.
Das Atoll weist insgesamt drei größere und zwei kleine Inseln auf (im Uhrzeigersinn, beginnend im Norden):
- Namoluk (Hauptinsel im Nordwesten, 31 Hektar, bewohnt)
- Lukan 1,5 Hektar
- Toinom 21 Hektar
- Umap 1,5 Hektar
- Amas (Amwes) (Südosten, 28 Hektar, bis in die 1930er Jahre bewohnt)

Nur die Hauptinsel Namoluk ist bewohnt. Mit einer maximalen Höhe von 30 Metern ist sie auch die höchste Insel des Atolls. Zur Volkszählung 2010 lebten dort 355 Einwohner. Bis in die 1930er Jahre war auch Amas bewohnt, als eine Epidemie die gesamte Bevölkerung dahinraffte. Amas wurde seitdem nicht wiederbesiedelt, mit Ausnahme einer Familie. Auf den drei größeren Inseln wird Taro angebaut.
Auf der Hauptinsel Namoluk gibt es drei Dörfer:
1. Saponwell (Nordwesten)
2. Nukolap (Zentrum, größtes Dorf)
3. Pokos (Südosten)

Pokos ist direkt an der Lagune gelegen. Dort konzentriert sich auch die Bevölkerung. Der Taro-Anbau dagegen konzentriert sich in Saponwell am entgegengesetzten Ende der Insel.

## Verwaltung
Das Atoll Namoluk ist gleichzeitig eine Gemeinde (municipality), eine von elf Gemeinden der statistischen Inselregion Mortlocks.